# Тернопільська обласна премія імені Богдана Лепкого
Тернопільська обласна премія імені Богдана Лепкого — регіональна премія Тернопільської области. Заснована на честь поета, прозаїка, літературознавця, критика, перекладача, історика літератури, видавця, публіциста, громадсько-культурного діяча, художника Богдана Лепкого.
На здобуття премій подаються нові оригінальні твори і роботи, опубліковані (оприлюднені) у завершеному вигляді протягом останніх п’яти років, але не пізніше як за півроку до їх висунення на здобуття премій.

## Лауреати
- 2008 — Михайло Левицький[1]
- 2009 — Валентин Корнієнко[2]
- 2010 — Ярослав Павуляк[3]
- 2011 — Леся Романчук[4]
- 2012 — Володимир Присяжний[5]
- 2013 — Наталія Пасічник[6]
- 2014 — Олексій Волков[7]
- 2015 — не присуджено[8]
- 2016 — не присуджено[9]
- 2017 — Василь Тракало[10]
- 2018 — Олег Клименко[11]
- 2019 — Валентина Семеняк[12]
- 2020 — Володимир Кравчук[13]
- 2021 — Марія Назар[14]
- 2022 — Любов Малецька[15]